# Kepler-11e
Kepler-11e é um exoplaneta descoberto na órbita de uma estrela parecida com o Sol, Kepler-11. É a quarta de seis planetas em torno de Kepler-11 descoberto pela sonda Kepler da NASA, que é projetado para detectar planetas semelhantes à Terra, medindo pequenas variações no brilho de suas estrelas, quando os planetas cruzam na sua frente. Kepler-11e é provável que seja um gigante gasoso como Netuno, tendo uma densidade que é menor do que a de Saturno, o planeta menos denso do Sistema Solar. A sua baixa densidade pode provavelmente ser atribuída a uma grande atmosfera de hidrogênio e hélio. Kepler-11e tem uma massa de 8 vezes a massa da Terra e um raio de 4.5 vezes a da Terra. O planeta orbita sua estrela a cada 31 dias e caberia dentro da órbita de Mercúrio. Kepler-11e foi anunciada em 2 de fevereiro de 2011, com seus cinco planetas irmãos depois de ter sido confirmado por vários observatórios.

## Nomenclatura e descoberta
No momento em que Kepler-11 foi observado pela primeira vez como um evento de trânsito potencial, a estrela foi dada a designação KOI-157. Mais tarde, foi atribuído o nome de "Kepler-11", após a sonda Kepler, um satélite da NASA encarregada de descobrir planetas em trânsito, ou cruzando na frente de suas estrelas. Esse trânsito provoca uma ligeira e regular, alteração no brilho da estrela-mãe, o que pode, em seguida, som testes provar a existência de um planeta e, mais tarde, para extrapolar os parâmetros orbitais do planeta. Kepler-11e recebeu a designação de sua estrela, a Kepler-11. Desde que Kepler-11e foi anunciado com cinco outros planetas, as letras adicionadas à estrela são classificadas segundo a distância do planeta de sua estrela. Kepler-11e é o quarto planeta do sistema planetário de Kepler-11, e é dado a designação de "e".
Observações de acompanhamento obrigatórios foram realizados nos telescópios Hale e C. Donald Shane, na Califórnia; o Observatório W. M. Keck, no Havaí; observatórios WIYN, Whipple, e MMT no Arizona; e os telescópios Hobby-Eberly e Smith do Texas. Além disso, o Telescópio Espacial Spitzer também foi usado. O sistema planetário de Kepler-11 tornou-se o primeiro sistema exoplanetário descoberto com mais de três planetas em trânsito, bem como o sistema mais compacto e mais plano já descoberto, segundo a NASA. Os planetas de Kepler-11, inclusive Kepler-11e, foram anunciados em conjunto numa conferência de imprensa em 2 de fevereiro de 2011. Os resultados foram publicados na revista Nature em 3 de fevereiro.

## Estrela hospedeira
Kepler-11 é uma estrela de classe-G, na constelação de Cygnus. Com uma massa de 0.95 Msol, um raio de 1.1 Rsol, a metalicidade média de 0, e uma temperatura efetiva de 5680 K, Kepler-11 a massa é quase idêntica ao Sol (95% do Sol), raio (110% do Sol), e teor de ferro igual do Sol. Tal como as nuvens de gás ricas em metais tendem a fazer núcleos planetários para agregar a um tamanho gravitacionalmente proeminente enquanto os gases primordiais continuam a existir no sistema, gigantes gasosos tendem a formar sob tais condições.Também é um pouco mais fria do que o Sol. No entanto, estima-se ter 8 (± 2) bilhões de anos, muito mais velha do que o Sol. Kepler-11 é hospedeira de outros cinco planetas: Kepler-11b, Kepler-11c, Kepler-11d, Kepler-11f e Kepler-11g. Os primeiros cinco planetas do sistema têm órbitas que caberiam coletivamente dentro da órbita do planeta Mercúrio, enquanto a órbita de Kepler-11g tem uma distância consideravelmente mais longe em relação às órbitas dos seus irmãos.
A uma distância de 2.000 anos-luz, Kepler-11 tem uma magnitude aparente de 14.2. E não pode ser vista da Terra a olho nu.

## Características

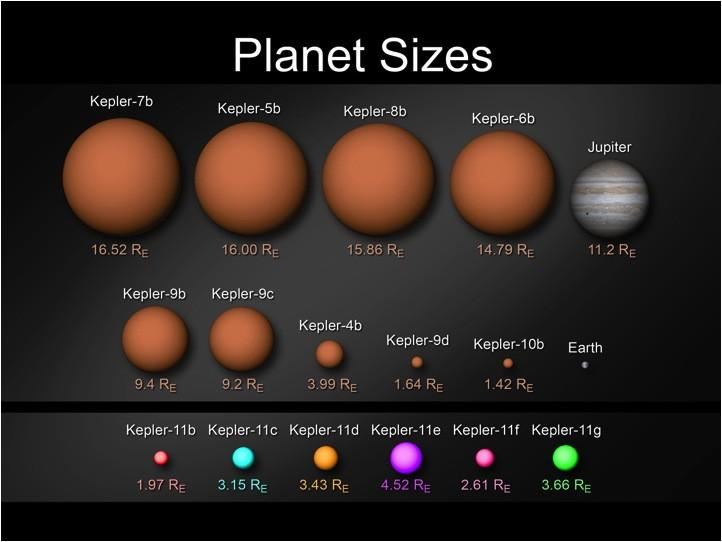
Uma comparação entre os planetas Kepler, em comparação com a Terra e Júpiter. Kepler-11e está em roxo na parte inferior.

Kepler-11e, que se formou nos primeiros milhões de anos da formação do Sistema Solar, tem uma massa 8.4 vezes maior do que o da Terra, e o raio 4.52 vezes maior do que o da Terra. Com uma densidade de 0.5 g/cm3, Kepler-11e tem uma densidade que é a metade do que a da água pura à temperatura e pressão normal e ligeiramente menor do que a densidade de Saturno. Kepler-11e tem uma temperatura de equilíbrio de 617 K, e é, portanto, uma temperatura de equilíbrio de aproximadamente 2.4 vezes mais quente do que a da Terra. Kepler-11e orbita sua estrela a uma distância média de .194 AU, tornando-se o quarto planeta de sua estrela. Completa uma órbita a cada 31.995990 dias. Em comparação, Mercúrio orbita o Sol a cada 87.97 dias, a uma distância de .387 AU. Inclinação orbital de Kepler-11e é de 88.8°, tornando-se quase que totalmente inclinado em relação à sua estrela, visto da Terra.
Por não ser tão próximo de sua estrela como suas irmãs os planetas Kepler-11b e Kepler-11c, a equipe Kepler sugere que sua densidade e luz podem vir de uma grande atmosfera de hidrogênio e hélio que não tenha sido destruída pelo vento estelar.